# Iris Love
Iris Cornelia Love (New York, 1º agosto 1933 – New York, 17 aprile 2020) è stata un'archeologa statunitense.

## Biografia
Nata in una famiglia altolocata che comprendeva personalità come Alexander Hamilton, James Cook e Meyer Guggenheim, Iris era figlia di Cornelius Love, diplomatico e azionista bancario, e Audrey Josephthal.
Cominciò ad interessarsi all'arte e all'archeologia classica sin da bambina, quando la casa dei genitori veniva frequentata abitualmente da esperti del settore come James Rorimer, direttore del Metropolitan Museum of Art, e l'archeologa Gisela Richter. Dopo aver ottenuto la laurea triennale allo Smith College, la Love proseguì gli studi per un anno all'Università degli Studi di Firenze; durante questo periodo ebbe modo di studiare reperti etruschi al Museo archeologico nazionale, scoprendo così che reperti simili in esposizione al Metropolitan erano infatti dei falsi. L'archeologa pubblicò i risultati di questa ricerca solo nel 1960 e le sue tesi furono successivamente confermate dal museo stesso, che però non le diede il merito della scoperta. Nella metà degli anni cinquanta incominciò un dottorato di ricerca all'Università di New York, ma non lo portò mai a termine dato che nel 1957 si trasferì a Samotracia per realizzare gli scavi archeologici a cui avrebbe continuato a lavorare fino al 1965.
La Love è ricordata soprattutto per il ritrovamento del tempio di Afrodite a Cnido mentre si trovava sull'isola con l'archeologa turca Aşkıdil Akarca per un progetto della C.W. Post Long Island University, l'ateneo in cui l'archeologa insegnava. La scoperta del tempio risale al 1969 e l'anno successivo le iscrizioni trovate alla base dello stesso confermarono le ipotesi dell'archeologa sul fatto che si trattasse di un luogo di culto dedicato alla dea Afrodite. Gli scavi cominciarono ad attrarre visitatori di alto profilo come Mick e Bianca Jagger, e la Love fu accusata di voler trasformare il sito archeologico in una località per vacanze di lusso.
Nel 1970 l'archeologa fu ancora una volta oggetto di critiche dopo aver sostenuto di aver ritrovato una testa di Afrodite scolpita da Prassitele nei depositi del British Museum; la sua ipotesi fu fortemente contestata da Bernard Ashmole, l'ex Custode delle Antichità greche e romane del museo. L'archeologa si dedicò quindi alla ricerca della statua a Cnido, finché le autorità turche non le revocarono i permessi e l'archeologa dovette abbandonare gli scavi per dedicarsi a nuovi progetti ad Ancona e nel golfo di Napoli, impegnandosi sempre nella ricerca di santuari della dea Afrodite. Nella seconda metà degli anni ottanta si ritirò dal mondo dell'archeologia per dedicarsi all'allevamento di bassotti, un'attività che le valse diversi riconoscimenti. La Love trascorse i suoi ultimi anni dividendosi tra la Grecia, l'Italia e New York, dove conviveva con la giornalista Liz Smith, di cui fu compagna per quindici anni.
Iris Cornelia Love morì a New York nel 2020 all'età di 86 anni per complicazioni legate al COVID-19.

## Pubblicazioni (parziale)
- A stylistic discussion concerning the authenticity of the three Etruscan warriors in the Metropolitan Museum of Art. In: Marsyas. Studies in the history of art. Nr. 9, 1960–1961, S. 14–35.
- Kantharos or Karchesion? A Samothracian contribution. In: Lucy Freeman Sandler (Hrsg.): Essays in memory of Karl Lehmann. New York 1964, S. 204–222.
- Knidos-excavations in 1967, Turkish Archaeology Magazine
- Knidos-excavations in 1968. Turkish Archaeology Magazine, No. 17,2, 1968, S. 123–141.
- A preliminary report of the excavations at Knidos, 1969, American Journal of Archaeology. No. 74, 1970, 149–155.
- Preliminary report of the excavations at Knidos, 1970, American Journal of Archaeology. No. 76, 1972, S. 61–76.
- A preliminary report of the excavations at Knidos, 1971. In: American Journal of Archaeology. No. 76, 1972, S. 393–405.
- Excavations at Knidos, 1971. In: Turkish Archaeology Magazine. No. 20,2, 1973, S. 97–109.
- Excavations at Knidos 1972. In: Turkish Archaeology Magazine. No. 21,2, 1974, S. 85–96.
- A preliminary report of the excavations at Knidos, 1972. In: American Journal of Archaeology. No. 77, 1973, S. 413–424.
- A brief summary of excavations at Knidos 1967–1973. In: Ekrem Akurgal (Hrsg.): The proceedings of the Xth International Congress of Classical Archaeology, Ankara – Izmir 23.–30.IX.1973. Türk Tarih Kurumu, Ankara 1978, S. 1111–1133.
- Ophiuchus Collection. Florence 1989, ISBN 88-7038-174-9.
- John H. Davis: Die Guggenheims. Raubritter und Menschenfreunde. Aus dem Englischen von Rosemarie Winterberg. Schweizer Verlagshaus, Zürich 1984, ISBN 3-7263-6433-1, S. 368–377, 393–395.
- Michael Gross: Rogues' Gallery. The secret history of the moguls and the money that made the Metropolitan Museum. Broadway Books, New York 2009, ISBN 978-0-7679-2488-7, S. 256–258